# Grove L. Johnson

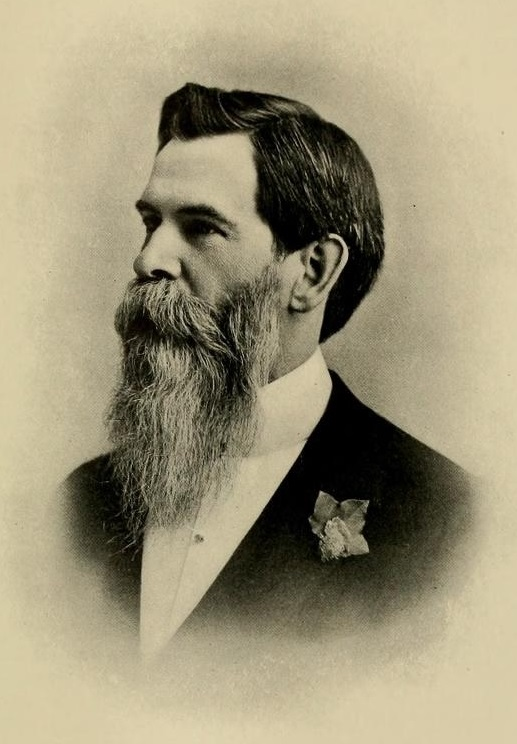
Grove L. Johnson

Grove Lawrence Johnson (* 27. März 1841 in Syracuse, New York; † 1. Februar 1926 in Sacramento, Kalifornien) war ein US-amerikanischer Politiker. Zwischen 1895 und 1897 vertrat er den Bundesstaat Kalifornien im US-Repräsentantenhaus.

## Werdegang
Grove Johnson besuchte die öffentlichen Schulen seiner Heimat. Nach einem anschließenden Jurastudium wurde er 1862 als Rechtsanwalt zugelassen. In den Jahren 1862 und 1863 war er Schulrat in Syracuse. Im Oktober 1863 zog er nach Kalifornien. Während der Endphase des Bürgerkrieges war er bei der Militärbehörde für die Staaten Kalifornien, Arizona und Washington als Quartermaster Clerk im Versorgungswesen angestellt. Seit Mai 1865 lebte er in Sacramento. Zwischen 1866 und 1869 war er Sumpflandbeauftragter im Sacramento County. Außerdem praktizierte er dort als Anwalt. Gleichzeitig schlug er als Mitglied der Republikanischen Partei eine politische Laufbahn ein. In den Jahren 1878 und 1879 war er Abgeordneter in der California State Assembly; von 1880 bis 1882 gehörte er dem Staatssenat an. Von 1884 bis 1908 war er Delegierter auf mehreren regionalen Parteitagen der Republikaner in Kalifornien. Im Juni 1896 nahm er auch an der Republican National Convention in St. Louis teil, auf der William McKinley als Präsidentschaftskandidat nominiert wurde.
Bei den Kongresswahlen des Jahres 1894 wurde Johnson im zweiten Wahlbezirk von Kalifornien in das US-Repräsentantenhaus in Washington, D.C. gewählt, wo er am 4. März 1895 die Nachfolge von Anthony Caminetti antrat. Da er im Jahr 1896 nicht bestätigt wurde, konnte er bis zum 3. März 1897 nur eine Legislaturperiode im Kongress absolvieren. Nach dem Ende seiner Zeit im US-Repräsentantenhaus arbeitete Johnson wieder als Anwalt in Sacramento. In den Jahren 1901 bis 1903 sowie nochmals von 1907 bis 1909 war er erneut Abgeordneter in der State Assembly. Von 1921 bis 1925 arbeitete er für das Bundeskatasteramt in Sacramento. Er starb am 1. Februar 1926 in Sacramento, wo er auch beigesetzt wurde.
Sein Sohn Hiram Johnson ging ebenfalls in die Politik und wurde sowohl Gouverneur von Kalifornien als auch US-Senator. Er gehörte zu den führenden Vertretern der progressiven Bewegung.